# Château de Johannishus
Le château de Johannishus (Johannishus slott) est un château suédois situé dans la commune de Ronneby du comté de Blekinge, construit en 1772.

## Historique
Le domaine a été fondé sous le nom de Skunckenberg en 1670 par Nils Skunck, puis il est acquis en 1684 par le comte Hans Wachtmeister, amiral suédois, descendant d'une famille de Livonie. Celui-ci est le véritable fondateur de la marine suédoise et fait construire la ville de Karlskrona qui sert de port donnant sur la mer Baltique. Il a pendant son séjour la possibilité d'acheter plusieurs domaines des environs avec leurs manoirs et leurs fermes, celui de Skunckenberg, celui de Tromtö, celui d'Edestad et celui de Wambåsa. Avant sa mort, il fonde un fideicommis pour assurer la succession de ses biens. Celui-ci a été transformé en fondation en 1969, après la suppression en Suède des fideicommis seigneuriaux. Elle est toujours propriétaire du château et administre plus de trois cents maisons, fermes et manoirs du domaine sur 8 250 hectares, dont le château de Johannishus.
Le petit-fils de l'amiral, le comte Fredrik Georg Carl Hans Wachtmeister, renomme Skunckenberg en Johannishus en 1769 d'après un ancien domaine familial de Livonie et fait reconstruire le château en style classique français par l'architecte-intendant Carl Fredrik Adelcrantz. Le château est achevé en 1772. Sa façade principale donne sur une cour d'honneur avec la petite maison de l'intendant en style néoclassique sur la droite.
Les descendants du comte, pour se distinguer des autres branches de la famille, fondent la lignée des Wachtmeister de Johannishus.

## Source
- (sv) Cet article est partiellement ou en totalité issu de l’article de Wikipédia en suédois intitulé « Johannishus slott » (voir la liste des auteurs).